# Czarna Wisełka
Czarna Wisełka – jeden z potoków źródłowych rzeki Wisły w Beskidzie Śląskim. Długość ok. 9 km. Źródła na południowo-zachodnich stokach masywu Baraniej Góry.
Źródła mają postać wykapów, czyli drobnych cieków wodnych o przepływie poniżej 1 l/s, wypływających z młak i małych kałuż tworzących się na słabiej nachylonych, podmokłych zboczach, opadających ku południowemu zachodowi spod zwornikowego Wierchu Wisełki. Teren źródlisk zajmuje dość rozległy obszar na średniej wysokości ok. 1150 m n.p.m. Mapy sytuują je na wysokości 1148 m n.p.m., ok. 400 m (w linii prostej) na wschód od wzniesienia Równiańskiego Wierchu.
Wincenty Pol, który uznawał Czarną Wisełkę za główny tok źródłowy Wisły, pisał tak o niej w swojej pracy pt. „Rzut oka na północne stoki Karpat” (1851): Nastaje u 8 silnych źródeł na Beskidzie, na górze Barani pod Czarnym Werchem.
W swym górnym biegu potok płynie generalnie w kierunku południowo-zachodnim i przepływa ok. 250 m na wschód od schroniska PTTK na polanie Przysłop. Niżej skręca ku zachodowi. Tu przyjmuje z prawego brzegu swoje jedyne dwa większe dopływy: potok Wolny (koło gajówki Piłka, na wys. ok. 735 m n.p.m.) i potok Koźli Wierch (na wysokości ok. 685 m n.p.m.). Następnie wykręca ku północnemu zachodowi i płynąc wąską, głęboką i zupełnie zalesioną doliną wpada (na wysokości 547 m n.p.m.) do Jeziora Czerniańskiego. W zbiorniku tym potok łączy się z Białą Wisełką. Potok który wypływa z Jeziora Czerniańskiego nazywa się Wisełką, a po przyjęciu wód Malinki przyjmuje nazwę Wisły.
Cały tok Czarnej Wisełki objęty jest rezerwatem przyrody „Wisła”, chroniącym głównie pstrąga potokowego.
Wzdłuż Czarnej Wisełki przebiega droga asfaltowa, którą poprowadzony jest czarny szlak turystyczny i ścieżka dydaktyczna. Z doliny odchodzi asfaltowa droga na przełęcz Stecówka oraz szlaki turystyczne:
 – do Schroniska PTTK na Przysłopie pod Baranią Górą 30 min, z powrotem 20 min;
 – na przełęcz Kubalonka 2:05 h, z powrotem 1:15 h;
 – do Koniakowa-Pietraszyny przez Gańczorkę 2:15 h, z powrotem h;
 – do Kamesznicy 1:35 h, z powrotem 1:55 h;
 – do Mlaskawki 1 h, z powrotem 1:25 h.

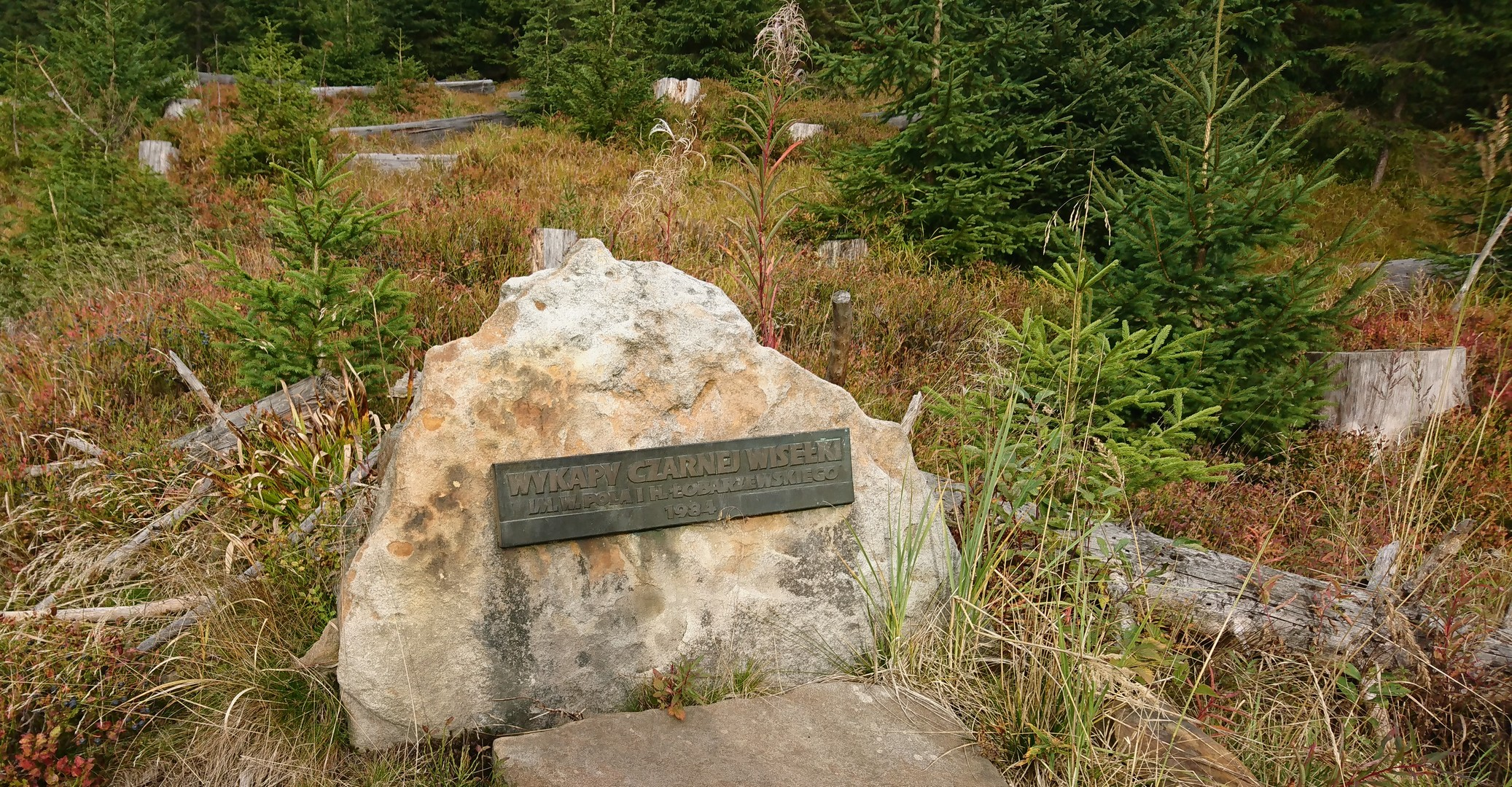
Wykapy Czarnej Wisełki
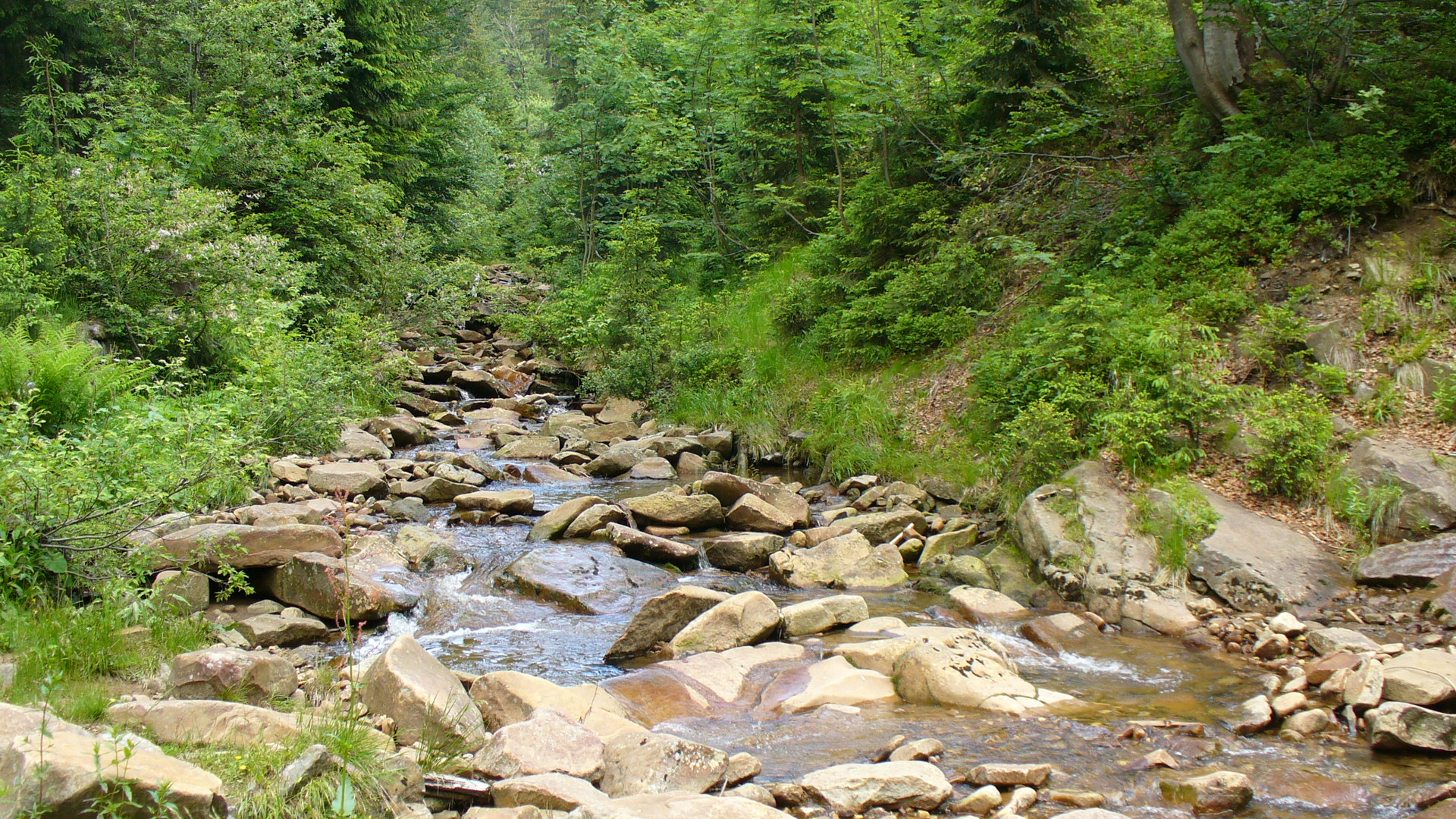
Czarna Wisełka w górnym biegu